# Muswishi
Muswishi è un ward dello Zambia, parte della Provincia Centrale e del Distretto di Chibombo.